# Copperhead (film 2013)
Copperhead è un film del 2013 diretto da Ronald F. Maxwell.

## Trama
Abner Beech è un agricoltore testardo, ma giusto e leale, che risiede nello stato di New York. Durante la Guerra civile americana, Abner sfida i suoi vicini affinché possa esercitare il diritto alla libertà di parola. Anche se i campi di battaglia sono molto lontani, ci si accorgerà presto che anche per queste piccole dispute tra cittadini potranno nascere situazioni drammatiche.

## Produzione

### Cast
L'attore Josh Cruddas, in accordo col regista, ha effettuato il suo provino per la parte di Jimmy su skype.
Il direttore della fotografia Kees Van Oostrum è al suo terzo film insieme al regista Ronald F. Maxwell; tutti i tre film fatti assieme riguardano la Guerra di secessione americana.

### Riprese
Le riprese del film sono state effettuate in sole sei settimane.

### Location
Il film viene interamente girato in Canada, nella provincia di Nuovo Brunswick, tra cui la città di Fredericton.

## Distribuzione
Il primo trailer del film viene diffuso il 21 marzo 2013.
La pellicola è stata distribuita nelle sale cinematografiche statunitensi a partire dal 28 giugno 2013.